# Bruno Tarrière
Bruno Tarrière est un ingénieur du son et mixeur de cinéma français, né à Paris le 21 avril 1960.
Il a été nommé au César du meilleur son pour Léon de Luc Besson et Pacifiction d'Albert Serra, et l'a remporté pour Jeanne d'Arc de Luc Besson et Le Concert de Radu Mihaileanu. Il a travaillé sur le son de près de 200 films, fictions TV ou séries, et assuré le mixage de plusieurs films d'Emir Kusturica et de Zhang Yimou. Parmi les nombreux autres cinéastes avec lesquels il a travaillé : Alain Cavalier, Jean-Pierre et Luc Dardenne, Nicole Garcia, André Téchiné, Walter Salles, Pan Nalin, Elia Suleiman, Valeria Bruni Tedeschi, Atiq Rahimi, Oliver Stone, Abderrahmane Sissako, Asghar Farhadi et Albert Serra.
En 2017 il est membre du jury du 58e Festival international du film de Thessalonique.

## Filmographie
- 2013 : L'Harmonie familiale de Camille de Casabianca : chef mixeur son
- 2013 :  Le Passé de Asghar Farhadi : chef mixeur son
- 2015 : La Volante de Christophe Ali et Nicolas Bonilauri : mixeur
- 2015 : Port-au-Prince, Dimanche 4 janvier de François Marthouret : mixeur
- 2015 : Pitchipoï de Charles Najman : mixeur
- 2016 : L'Histoire de l'amour de Radu Mihaileanu : mixeur
- 2022 : Pacifiction : Tourment sur les Îles d'Albert Serra : mixage
- 2022 : L'Heure du départ de Camille de Casabianca : mixage[1]

## Distinctions

### Récompenses
- César 2000 : meilleur son pour Jeanne d'Arc
- César 2010 : meilleur son pour Le Concert

### Nominations
- César 1995 : meilleur son pour Léon
- César 2023 : meilleur son pour Pacifiction : Tourment sur les Îles[1]